# Calleville-les-Deux-Églises
Calleville-les-Deux-Églises is een gemeente in het Franse departement Seine-Maritime (regio Normandië) en telt 303 inwoners (2004). De plaats maakt deel uit van het arrondissement Dieppe.

## Geografie
De oppervlakte van Calleville-les-Deux-Églises bedraagt 5,7 km², de bevolkingsdichtheid is 53,2 inwoners per km².
De onderstaande kaart toont de ligging van Calleville-les-Deux-Églises met de belangrijkste infrastructuur en aangrenzende gemeenten.

## Demografie
Onderstaande figuur toont het verloop van het inwonertal (bron: INSEE-tellingen).

1. ↑  Populations de référence 2022.